# 布鲁斯·格雷森 (精神病学家)
查尔斯·布鲁斯·格雷森（英語：Charles Bruce Greyson；1946年10月—），是一位美国精神科医生和濒死体验研究者。在他的濒死研究中，他记录了许多关于濒死体验的案例，并发表了许多期刊文章，还参与了关于这一主题的媒体采访，在促进更广泛的跨学科科学探究方面发挥了关键作用。

## 生平
格雷森于1969年从康奈尔大学获得心理学学士学位，并于1973年从纽约州立大学阿尔巴尼医学院获得医学博士学位。他于1976年在弗吉尼亚大学医学中心完成了精神病学住院医师培训。
他曾任教于弗吉尼亚大学医学院（1976年—1978年、1995年—2014年）、密歇根大学医学院（1978年—1984年）和康涅狄格大学医学院（1984年—1995年）。2014年起，他担任弗吉尼亚大学的精神病学和神经行为科学荣誉教授。
1981年，他参与创建国际濒死研究协会。